# Lisette Vergara
Lisette Lorena Vergara Riquelme (Quilpué, 1 de enero de 1993) es una profesora y política chilena, que se desempeñó como miembro de la Convención Constitucional en representación del distrito n° 6, cargo que ejerce desde julio de 2021 y hasta julio de 2022.

## Estudios y vida pública
Es profesora de historia y geografía de la Universidad de Playa Ancha. Desde los diecisiete años ha trabajado como vendedora, garzona y temporera lo que asegura, le permitieron "entender las desigualdades existentes en Chile".
Durante su trabajo en la convención ha sido víctima de noticias falsas.

## Historial electoral

### Elecciones de convencionales constituyentes de 2021
- Elecciones de convencionales constituyentes de 2021, para convencional constituyente por el Distrito N° 6 (Cabildo, Calle Larga, Catemu, Hijuelas, La Calera, La Cruz, La Ligua, Limache, Llay Llay, Los Andes, Nogales, Olmué, Panquehue, Papudo, Petorca, Puchuncaví, Putaendo, Quillota, Quilpué, Quintero, Rinconada, San Esteban, San Felipe, Santa María, Villa Alemana y Zapallar).[6]

| Candidato                   | Pacto                          | Partido | Votos  | %    | Resultado    |
| --------------------------- | ------------------------------ | ------- | ------ | ---- | ------------ |
| Carolina Vilches Fuenzalida | Apruebo Dignidad               | ILYQ    | 19 071 | 5.81 | Convencional |
| Benjamín Lorca Inzunza      | Independiente (Fuera de pacto) | Ind.    | 14 833 | 4.52 |              |
| Mariela Serey Jiménez       | Apruebo Dignidad               | ILYQ    | 11 829 | 3.60 | Convencional |
| Lisette Vergara Riquelme    | La Lista del Pueblo            | ILS     | 11 370 | 3.46 | Convencional |
| Ruggero Cozzi Elzo          | Vamos por Chile                | RN      | 10 802 | 3.29 | Convencional |
| Chiara Barchiesi Chávez     | Vamos por Chile                | PRCh    | 10 256 | 3.12 |              |
| Daniel Garrido Quintanilla  | Apruebo Dignidad               | PCCh    | 9 076  | 2.76 |              |
| Janis Meneses Palma         | Mov. Soc. Independientes.      | ILYK    | 8 705  | 2.65 | Convencional |
| Daniela Albornoz Derderian  | Mov. Soc. Independientes.      | ILYK    | 8 287  | 2.52 |              |
| Claudio Gómez Castro        | Lista del Apruebo              | ILYB    | 8 171  | 2.49 | Convencional |
| Carlos Ominami Pascual      | Lista del Apruebo              | ILYB    | 7 613  | 2.32 |              |
| Jorge Correa Sutil          | Lista del Apruebo              | PDC     | 6 840  | 2.08 |              |
| Cristóbal Andrade León      | La Lista del Pueblo            | ILS     | 6 773  | 2.06 | Convencional |